# 双带腹链蛇
双带腹链蛇（学名：Hebius parallelus）为水游蛇科 东亚腹链蛇属的爬行动物。分布于锡金、印度、向东到缅甸、越南。该物种的模式产地在锡金、印度卡西丘陵、上缅甸。
双带腹链蛇发现于西藏墨脱地区，2022年被描述为喜山腹链蛇属（Herpetoreas）的一个新种——墨脱腹链蛇（Herpetoreas tpser）。